# تاونشیپ ۴، شهرستان روکس، کانزاس
تاونشیپ ۴ (به انگلیسی: Township 4) یک منطقهٔ مسکونی در ایالات متحده آمریکا است که در کانزاس واقع شده است. تاونشیپ ۴ ۳۳ نفر جمعیت دارد و ۵۷۶ متر بالاتر از سطح دریا قرار دارد.